# Bye Bye
Bye Bye, skriven av Bobby Ljunggren, Lotta Ahlin, Tommy Lydell, är en låt som dansbandet Barbados framförde i den svenska Melodifestivalen 2003, där bidraget deltog vid deltävlingen i Luleå den 1 mars 2003, och gick vidare till finalen i Globen i Stockholm, där bidraget slutade på tionde plats.
Singeln placerade sig som högst på 22:e plats på den svenska singellistan.
På Svensktoppen testades melodin den 20 april 2003 , men missade att ta sig in på listan .

## Listplaceringar
| Lista (2003) | Topplacering |
| ------------ | ------------ |
| Sverige      | 22           |